# کلرید هگزامین‌کبالت (III)
کلرید هگزامین‌کبالت(III) (به انگلیسی: Hexamminecobalt(III) chloride) با فرمول شیمیایی H۱۸N۶Cl۳Co یک ترکیب شیمیایی است. که جرم مولی آن ۲۶۷٫۴۸ g/mol می‌باشد. شکل ظاهری این ترکیب، بلورهای جامد یا زرد است.